# Sypheotides indicus
L'otarda minore indiana (Sypheotides indicus (J. F. Miller, 1782)), unica specie del genere Sypheotides R. Lesson, 1839, è un raro uccello della famiglia degli Otididi originario dell'India.

## Descrizione

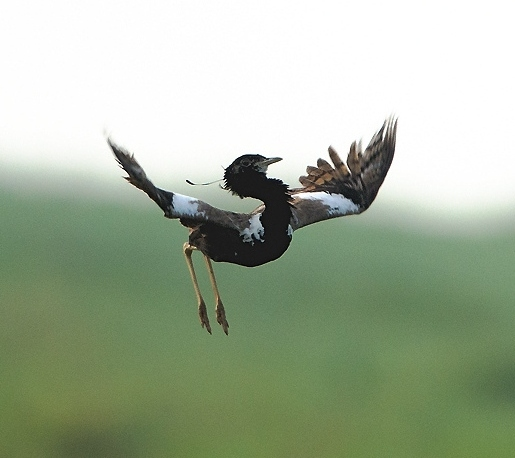
Um maschio in parata.

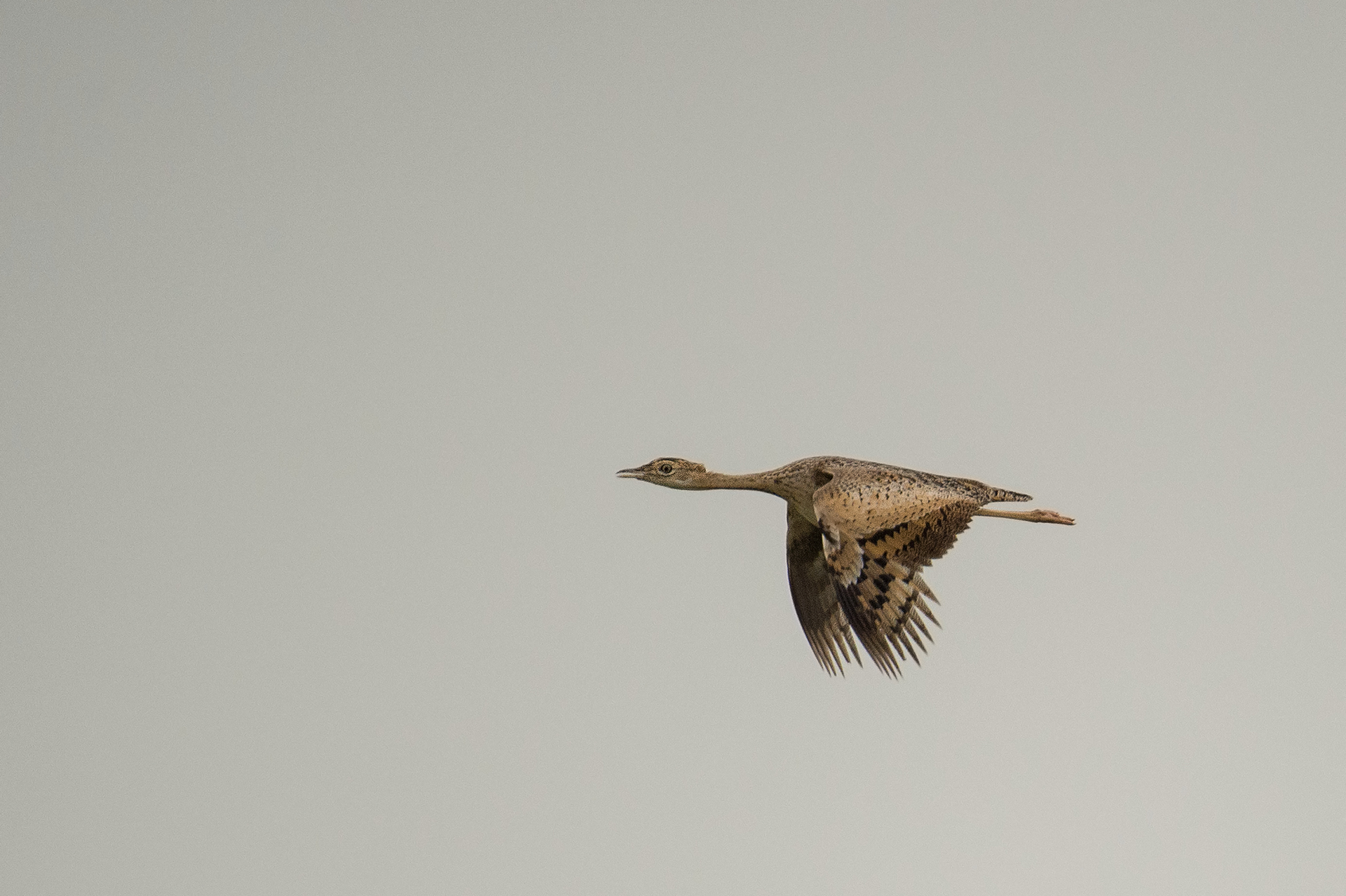
Una femmina in volo nel Rajasthan.

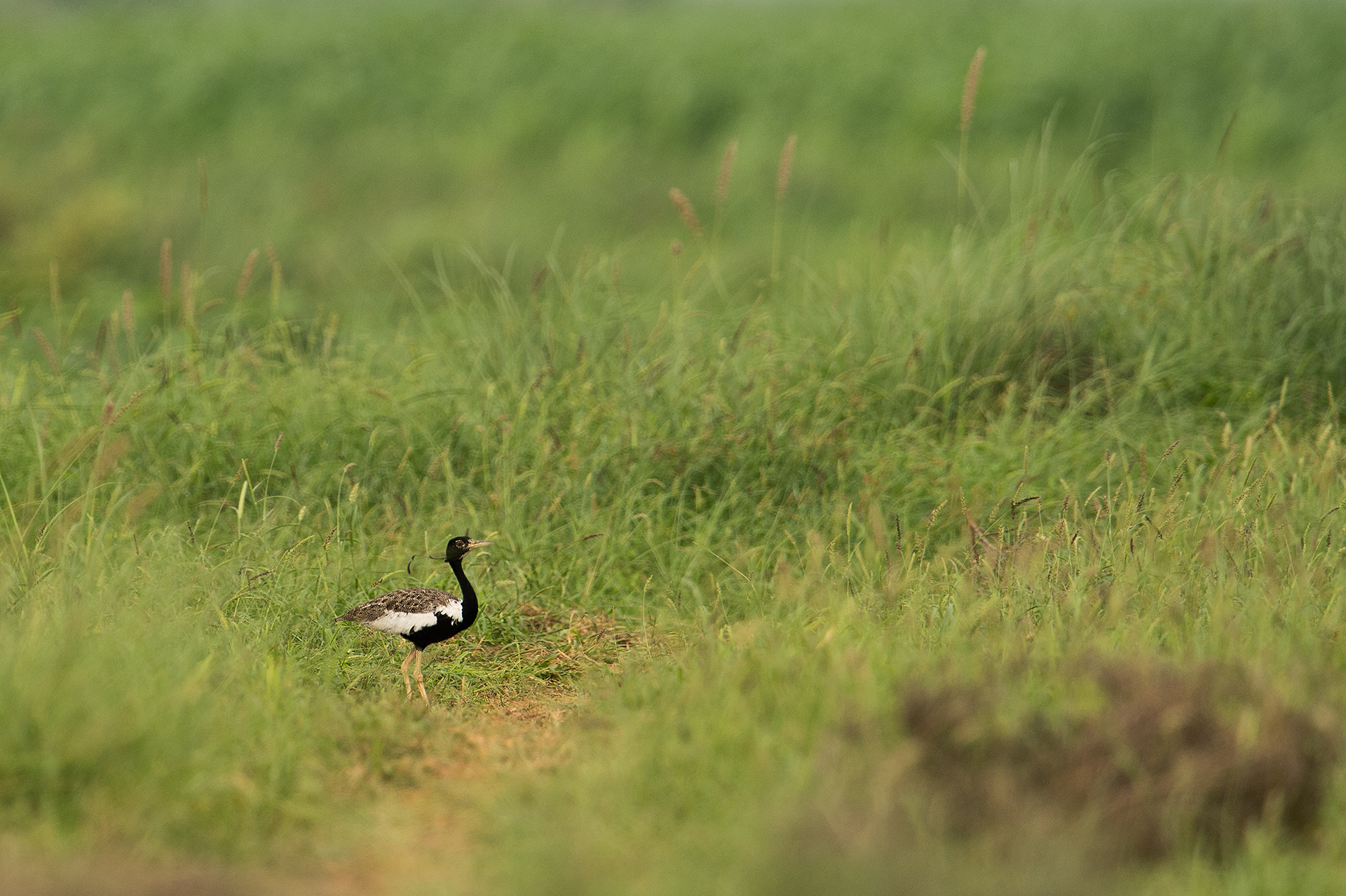
Un maschio nel Rajasthan.

### Dimensioni
Il maschio misura 46 cm di lunghezza, per un peso di 450 g; la femmina misura 51 cm di lunghezza.

### Aspetto
Questi uccelli presentano una sagoma molto caratteristica, dovuta al lungo collo e alle lunghe zampe che conferiscono loro un aspetto non particolarmente elegante. Durante il periodo di riproduzione, le otarde minori indiane mostrano un dimorfismo sessuale ben marcato. Quando indossa la livrea nuziale, il maschio sviluppa sulla parte bassa della nuca una sorta di ciuffetto costituito da lunghe piume filiformi terminanti con piccole racchette. La testa, il collo, il petto e le parti inferiori formano un bell'insieme color nerofumo. Il dorso e le ali sono per lo più di colore marrone lucente con i margini neri. Il collare appena al di sopra della mantellina e delle copritrici alari è di colore bianco puro. Il becco e le zampe sono di colore verde-giallastro. Contrariamente agli altri membri della famiglia degli otididi, la femmina è più grande del maschio. Presenta un piumaggio prevalentemente beige o color sabbia. Piccole strisce scure ornano il cappuccio, il collo e le parti inferiori. Un largo sopracciglio scuro attraversa la parte superiore dell'occhio, dalla fronte alla parte posteriore dell'orbita.
I giovani sono simili alle femmine. Al di fuori della stagione di nidificazione, il maschio è assolutamente identico alla sua compagna.

### Voce
Sono stati descritti ufficialmente due tipi diversi di richiamo: in primo luogo, dei gracidii simili a quelli delle rane che accompagnano i salti prodigiosi durante le parate. In secondo luogo, dei fischi brevi che questi otarde emettono quando sono spaventate e sono costrette ad alzarsi rapidamente in volo.

## Biologia
A partire dai mesi di ottobre e novembre, le otarde minori indiane intraprendono dei movimenti di migrazione che non sono sempre facili da comprendere. Il fatto che in questo periodo dell'anno siano rivestiti dalla loro livrea criptica rende il fenomeno ancora meno comprensibile e più difficile da valutare. L'interpretazione più comunemente accettata è che la migrazione verso il sud-est del subcontinente potrebbe essere solo una reazione parziale e opportunistica alla mancanza di precipitazioni. L'otarda minore indiana si stabilisce infatti nelle regioni in cui il livello igrometrico è più adatto al suo insediamento. Così, nidifica talvolta nell'Andhra Pradesh, regione dove non è solito farlo, quando le condizioni di umidità non sono sufficienti nelle zone situate più a nord.
Poco dopo la muta che permette loro di acquisire la bella livrea nuziale, i maschi si riuniscono in luoghi specifici chiamati lek o «arene nuziali» per cercare di sedurre una o più partner. Ciascuno di loro occupa innanzitutto un'area di circa un chilometro quadrato, distante da quella dei vicini almeno 300 metri. La natura aperta del terreno facilita l'integrazione dei maschi ritardatari ed evita qualsiasi forma di conflitto per l'acquisizione di un territorio. Il maschio sceglie quindi un promontorio o una piccola cresta situata nella sua zona di influenza e comincia a esibirsi, cercando con le sue prodezze acrobatiche di competere con i rivali. I rituali sono particolarmente spettacolari: il maschio salta in aria fino a raggiungere i 2 metri di altezza grazie a dei vigorosi battiti d'ala, per poi lasciarsi cadere rapidamente sul terreno appiattendosi contro il suo corpo. Questa acrobazia è accompagnata da gracidii piuttosto simili a quelli di una rana. In una giornata, il maschio può ripetere questa azione quasi 500 volte. In caso di successo, il maschio si accoppia con una femmina, ma non assistiamo mai, per quanto riguarda questa specie di otarda, alla creazione di legami coniugali.

### Alimentazione

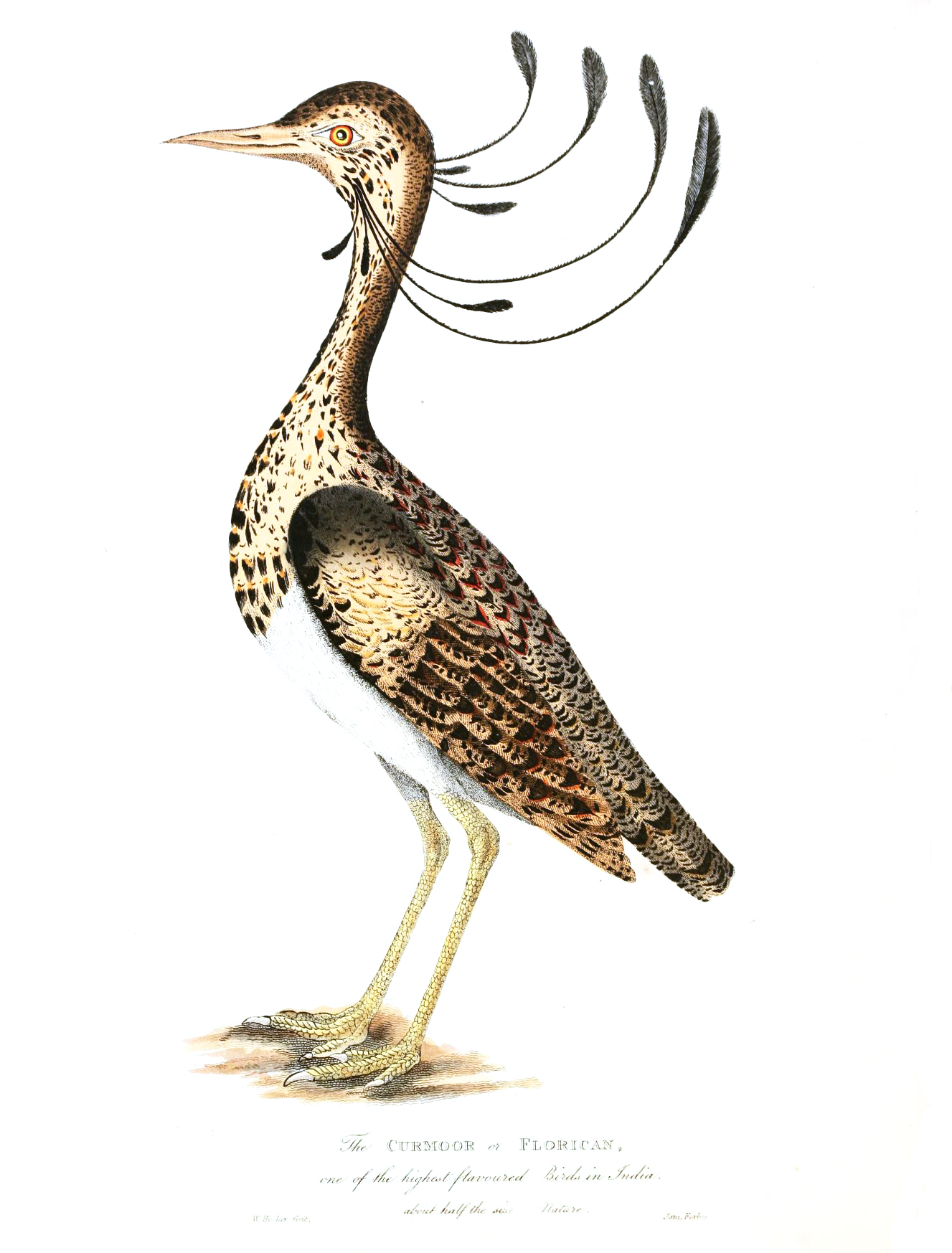
James Forbes (1749-1819), naturalista di Bharuch, annotò nelle sue Oriental Memoirs (1813) che «il Curmoor o Florican supera per delicatezza di sapori ogni tipo di selvaggina da penna indiana».

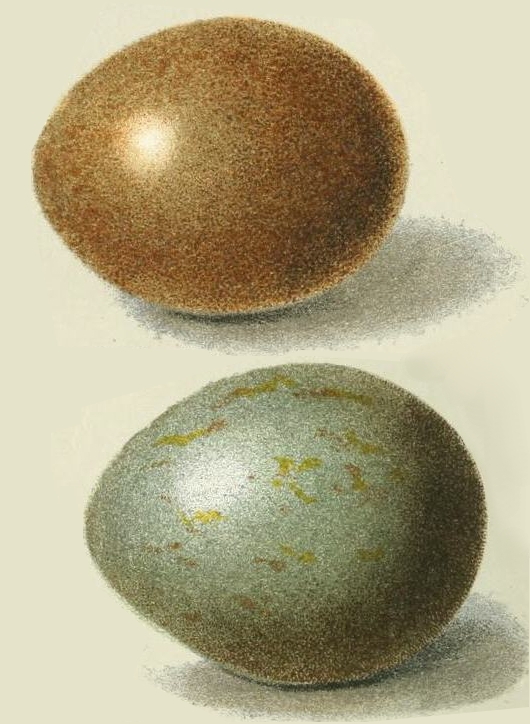
Le uova mostrano una certa variazione di colore.

I primi osservatori del XIX secolo pensavano che questo uccello si nutrisse esclusivamente di ortotteri (grilli, cavallette). In realtà l'otarda minore indiana ha una dieta onnivora: mangia infatti invertebrati di ogni tipo e diversi tipi di piante. Tra gli alimenti di origine animale figurano cavallette, coleotteri, formiche alate, bruchi pelosi, millepiedi, lombrichi, rane e piccole lucertole del genere Agama. Tra i vegetali, figurano spesso germogli di piante coltivate, foglie e bacche.
Le otarde minori indiane vanno in cerca di cibo camminando lentamente per una distanza di 5-10 metri, quindi si fermano un attimo per osservare tra l'erba. Alla fine, si gettano sulla preda, afferrandola o arpionandola alla maniera di una garzetta. In poche ore possono percorrere distanze considerevoli. Le otarde ingeriscono anche una quantità impressionante di formiche e sono molto attenti ai bruchi che si muovono sulle foglie, afferrandoli fintanto che rimangono nel loro raggio d'azione.

### Riproduzione
In Gujarat e nell'India nord-occidentale, la stagione di riproduzione va da luglio a settembre, ma più si procede verso sud, più essa diviene tardiva. Nelle zone totalmente protette, essa ha luogo in precedenza. Infatti, il momento della nidificazione è spesso determinato dall'altezza dell'erba. Dopo l'accoppiamento, le femmine lasciano il territorio dei maschi e depongono le uova in una semplice depressione creata raspando sul terreno. La covata comprende 4 o 5 uova che vengono covate dalla sola femmina per circa 21 giorni: il maschio si disinteressa completamente dell'incubazione e dell'allevamento dei piccoli. Le uova vengono deposte ad intervalli di 24 ore. I giovani rimangono in compagnia della madre fino ad almeno 30 giorni dopo la schiusa. La femmina rimane prudentemente vicino al nido per evitare che il gruppetto familiare sia rilevato dai predatori.

## Distribuzione e habitat
L'otarda minore indiana è specie propria delle praterie e delle campagne aperte, al di sotto dei 250 metri di altitudine. Mostra una netta preferenza per le pianure secche e non adibite a pascolo, con erbe di altezza compresa tra 50 e 100 centimetri. Evita il più possibile le zone umide o vicine agli specchi d'acqua. Queste distese erbose sono caratterizzate da una copertura molto variabile, da pochi alberi sparsi alle foreste di acacia piuttosto fitte. Tuttavia, in un habitat ideale, gli arbusti (acacie, pomi di Sodoma e giuggioli) di solito non superano il numero di 50 unità per ettaro. In questo tipo di prateria non viene condotto il bestiame al pascolo durante il monsone e l'erba viene raccolta come foraggio dopo che ha raggiunto la piena maturità. Questa modalità di sfruttamento non provoca alcun disturbo al ciclo riproduttivo della specie, tanto che i maschi rimangono fedeli a questo tipo di siti e alcune aree vengono occupate per diverse decine di anni consecutivi. Nello stato di Andhra Pradesh e senza dubbio anche altrove, l'otarda minore indiana occupa anche i campi coltivati. La nidificazione a volte può aver luogo nei campi di sorgo (Sorghum vulgare), di miglio, di mais e di senape. Al di fuori della stagione riproduttiva, questo uccello si insedia piuttosto di frequente in zone leggermente boscose, nei pascoli o nei boschetti ricchi di piccoli arbusti del genere Ziziphus.
L'otarda minore indiana è endemica del subcontinente indiano. In passato la sua presenza veniva segnalata in tutte le regioni di pianura, ma ormai il suo areale è limitato a determinate regioni situate soprattutto nel nord-ovest del paese. Le roccaforti più frequentate sono situate nel Gujarat, nel Rajasthan sud-orientale, nel Maharashtra nord-occidentale e nel Madhya Pradesh occidentale. Al di fuori della stagione riproduttiva, la specie dà luogo a movimenti verso le regioni sud-orientali del subcontinente, probabilmente legati all'abbondanza di precipitazioni.

## Conservazione
Il declino dell'otarda minore indiana ha avuto inizio negli anni '30, ma bisogna premettere che la specie è molto sensibile ai cambiamenti delle precipitazioni. Quando il subcontinente indiano è stato colpito da lunghi periodi di siccità, tra il 1982 e il 1989, il numero di esemplari crollò da 4374 a meno di 1700, segnalando una perdita di quasi il 60%. Da allora, la popolazione è nuovamente cresciuta fino a raggiungere le oltre 2200 unità attuali. Questo drammatico episodio indica chiaramente la fragilità della specie. Oltre all'assenza di precipitazioni, alla distruzione delle praterie e alla loro riconversione in terreni agricoli, la pressione ancora elevata della caccia, che colpisce principalmente i maschi, e l'inquinamento sono i principali rischi che gravano sulla sopravvivenza dell'otarda minore indiana. Bisogna inoltre aggiungere che la specie ha anche vari predatori naturali, come l'aquila del Bonelli (Aquila fasciata) e il gufo reale (Bubo bubo).